# Китон, Майкл
Майкл Ки́тон (англ. Michael Keaton, при рождении Майкл Джон Ду́глас (англ. Michael John Douglas); род. 5 сентября 1951, Кораополис, Пенсильвания, США) — американский актёр. Широко известен как исполнитель роли Бэтмена и Битлджуса в одноимённых фильмах режиссёра Тима Бёртона.
В 2014 году возродил свою популярность после главной роли полузабытого актёра Риггана Томпсона в чёрной комедии Алехандро Гонсалеса Иньярриту «Бёрдмэн». Фильм высоко оценили мировые критики, а игра Китона отмечена премией «Золотой глобус» в категории «Лучшая мужская роль — комедия или мюзикл» и номинациями на BAFTA и «Оскар».

## Ранние годы
Майкл Джон Дуглас родился в городе Кораополисе, Пенсильвания, и был младшим сыном в семье из семи детей. Его отец Джордж А. Дуглас, работал инженером-строителем, а мать Леона Элизабет была домохозяйкой. Майкл рос в католической семье, и имеет ирландские и шотландские корни. В течение двух лет изучал риторику в Кентском университете в Огайо, однако бросил учёбу и уехал в Питтсбург. В 1975 году переехал в Лос-Анджелес, где начал сниматься в телесериалах.

## Карьера

### Начало карьеры
Псевдоним «Китон» позаимствован у величайшего комика немого кино Бастера Китона (настоящее имя Джозеф Фрэнк Китон). Китон взял себе псевдоним для того, чтобы избежать путаницы с актёром Майклом Дугласом и радиоведущим Майком Дугласом. После неудачных попыток выступать как стендап-артист, Китон начал работать оператором на канале WQED в Питтсбурге. Также начал появляться в различных программах и телешоу. Параллельно он играл в Питтсбургском театре. Решив оставить Питтсбург, Майкл переезжает в Лос-Анджелес, где начинает играть в различных сериалах.
Дебют Китона в большом кино состоялся в 1982 году в комедии «Ночная смена», после которого актёр придерживался комического амплуа. Играл в достаточно успешной комедии «Мистер мама» вместе с актрисой Тери Гарр. В фильме Китон вынужден заниматься семьёй, а его жена карьерой. После принял участие в картинах «Опасный Джонни», «Энтузиаст», «Хватай и беги» и «Блеф». Все фильмы были сняты в комедийном жанре.

### Битлджус
Но настоящим прорывом для Китона стала роль привидения в фильме «Битлджус» режиссёра Тима Бёртона и наркомана в фильме «В трезвом уме и твёрдой памяти». В фильме Бёртона он сыграл отвязного и беспардонного Битлджуса, профессионального «био-экзорциста», за помощью к которому обращаются герои Джины Дэвис и Алека Болдуина, но сразу же жалеют об этом. В фильме «В трезвом уме и твёрдой памяти» Майкл сыграл брокера по недвижимости, пристрастившегося к алкоголю и кокаину. После сообщения о пропаже с одного из счетов кругленькой суммы его персонаж был вынужден в панике записаться в центр реабилитации наркоманов. Игра Китона в этих двух проектах была высоко оценена критиками. Национальное общество кинокритиков США признало Майкла лучшим актёром 1988 года за роли в этих двух фильмах.
Китон отклонил предложение режиссёра Дэвида Кроненберга сыграть главную роль учёного-естествоиспытателя в фильме «Муха», в итоге эта роль прославила Джеффа Голдблюма.

### Бэтмен
В конце 1980-х годов Тим Бёртон снова пригласил его в свою новую картину — «Бэтмен», где Китон исполнил роль борца с преступностью в костюме летучей мыши, которая стала его наиболее известной ролью.
После «Бэтмена» Китон сыграл в двух картинах. Первой стала «Район „Пасифик-Хайтс“» Джона Шлезингера, в которой он перевоплотился в Картера Хэйса — профессионального маньяка-афериста, который превращает жизнь хозяев дома, в котором он снял квартиру, в непрерывный кошмар, чтобы отобрать у них дом. Вторым фильмом стал «Хороший полицейский», где он сыграл честного полицейского, который после смерти напарника берёт его троих детей под свою опеку.
В 1990 году актёр расторг брак с актрисой Кэролайн Макуильямс, с которой он прожил 8 лет. От этого брака у них появился сын Шон.
В 1992 году он возвращается к роли Бэтмена в фильме «Бэтмен возвращается», также снятый Бёртоном. Лента, невзирая на кассовые сборы, получила холодные отзывы от критиков. Главной причиной было то, что Бёртон чересчур увлёкся готикой, и фильм получился мрачным. В этом позже признавался и сам Бёртон.
В 2023 году Китон вновь повторил свою роль Бэтмена / Брюса Уэйна в фильме «Флэш».

### Последующая карьера
В 1992 году Китон озвучил главного персонажа в американском издании мультфильма Хаяо Миядзаки «Порко Россо» — авиатора, по причине глубокого душевного кризиса превратившегося в свинью.
После фильма «Бэтмен возвращается» последовала череда фильмов, которые оказывались неудачными как в коммерческой, так и в творческой составляющей. К ним нельзя было отнести драму 1993 года «Моя жизнь». В ней Китон сыграл роль человека, который узнаёт о своей скорой кончине и старается понять причины болезни и устранить их. Его персонаж не сразу, но всё же поверил в то, что для того, чтобы выздороветь, ему нужно убрать гнев и обиду, живущие с самого детства в его сердце. За этой работой последовали картины «Много шума из ничего», экранизация одноимённой пьесы Уильяма Шекспира, романтическая комедия «Безмолвие» вместе с Джиной Дэвис и «Множество» с Энди Макдауэлл. Также он снова поработал с режиссёром Роном Ховардом в фильме «Газета».
В 1997 году Китон предпринял попытку выбраться из длительного творческого кризиса, приняв участие в криминальной драме Квентина Тарантино «Джеки Браун».
После Китон снимался с переменным успехом. В этот период он появился в спортивной драме «Цена победы» вместе с Робертом Дювалем, телефильме «Прямой эфир из Багдада» с Хеленой Бонэм Картер и боевике «Зыбучие пески» с Майклом Кейном. За телефильм «Прямой эфир из Багдада» Китон был номинирован на «Золотой глобус».

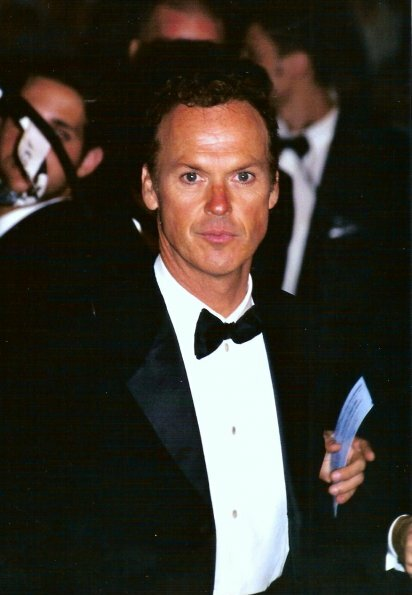
Китон на 55-м Каннском кинофестивале, май 2002 года

Также стоит отметить коммерчески успешный мистический триллер «Белый шум», в котором Китон сыграл архитектора, жизнь которого нарушается после таинственного исчезновения его жены.
В 2006 году Китон сыграл нью-йоркского драматурга и преданного фаната «Бостон Ред Сокс» Ника Рогана в независимом фильме «Решающая игра». Фильм рассказывал об одном дне из жизни Рогана и о Мировой серии 1986 года. Он сыграл в триллере «В последний раз» вместе с Бренданом Фрэйзером и Эмбер Валлетта. Также озвучил одного из персонажей в мультфильме «Тачки».
В 2007 году Китон попробовал себя в кино в качестве режиссёра. Премьера его картины «Весёлый господин» состоялась в 2008 году.
Доктора Джека Шепарда — персонажа сериала «Остаться в живых», роль которого была предложена Китону и которую он отклонил по причине «его слишком скорой гибели», после запуска производства сериала было решено оставить в живых.
В 2007 году сыграл главную роль в мини-сериале «Контора», в котором показан период холодной войны. Китон сыграл руководителя контрразведки ЦРУ Джеймса Джизеса Энглтона. После этого актёр играл в основном во второстепенных ролях и занимался озвучиванием мультфильмов.
Майкл озвучивал Кена в мультфильме «История игрушек: Большой побег», который вышел в 2010 году. Мультфильм заработал в прокате более миллиарда долларов и стал самым успешным в истории. В том же году он сыграл капитана Джина Мауха в комедии «Копы в глубоком запасе».

### Новый этап
В 2013 году Китон сыграл преступника-садиста в психологическом триллере Джозефа Рубина «Пентхаус с видом на север». Его герой пробирается в квартиру к героине Мишель Монаган, чтобы найти спрятанные алмазы. Также Китон сыграл в телефильме «Завершить историю» эксцентричного оператора.
В том же году Китон снялся ещё в трёх картинах, премьеры которых состоялись в 2014 году. Это фильм «Робокоп», ремейк одноимённого фильма 1987 года. Китону досталась роль генерального директора OmniCorp Рэймонда Селларса, после того как сорвались переговоры с британским актёром Хью Лори. Второй фильм «Need for Speed: Жажда скорости», являющийся адаптацией гоночных видеоигр серии Need for Speed. Китон сыграл ведущего нелегальных автогонок. Этого персонажа описывают как «замкнутого и эксцентричного». Третья лента — «Бёрдмэн», режиссёром которой выступил Алехандро Гонсалес Иньярриту. В картине Китон исполнил главную роль — бывшего актёра, который в своё время играл популярного персонажа из комиксов, а затем отправился на Бродвей, чтобы вернуть себе прежнюю славу.
28 июля 2016 года Китон стал обладателем звезды на Голливудской Аллее славы. Поздравить актёра приехали его родные, близкие и коллеги, в частности, режиссёр Джон Ли Хэнкок, который снял Китона в драме «Основатель».
В июне 2020 года Китон вступил в переговоры, чтобы повторить свою роль Бэтмена / Брюса Уэйна в предстоящем фильме о супергероях Расширенной вселенной DC «Флэш», который планируется выпустить в июне 2023 года, после того как последний раз сыграл эту роль в 1992 году. В августе 2020 года появилось сообщение, что Китон вновь сыграет роль Брюса Уэйна/Бэтмена.
В 2024 году Китон вернётся к роли Битлджуса в фильме Тима Бёртона «Битлджус Битлджус».

## Фильмография

### Кино
| Год  | Русское название                | Оригинальное название         | Роль                     |
| ---- | ------------------------------- | ----------------------------- | ------------------------ |
| 1978 | Кроличий тест                   | Rabbit Test                   | моряк                    |
| 1978 | Другой подход                   | A Different Approach          | Ховард                   |
| 1982 | Ночная смена                    | Night Shift                   | Билл Блейзжовски         |
| 1983 | Мистер мама                     | Mr. Mom                       | Джек Батлер              |
| 1984 | Опасный Джонни                  | Johnny Dangerously            | Опасный Джонни           |
| 1986 | Энтузиаст                       | Gung Ho                       | Хант Стивенсон           |
| 1986 | Хватай и беги                   | Touch and Go                  | Бобби Барбато            |
| 1987 | Блеф                            | The Squeeze                   | Гарри Берг               |
| 1988 | У неё будет ребёнок             | She’s Having A Baby           | в роли самого себя       |
| 1988 | Битлджус                        | Beetlejuice                   | Битлджус                 |
| 1988 | В трезвом уме и твёрдой памяти  | Clean and Sober               | Дэрил Пойнтер            |
| 1989 | Команда мечты                   | The Dream Team                | Билли Кофилд             |
| 1989 | Бэтмен                          | Batman                        | Брюс Уэйн / Бэтмен       |
| 1990 | Район «Пасифик-Хайтс»           | Pacific Heights               | Картер Хейс              |
| 1991 | Хороший полицейский             | One Good Cop                  | Арти Льюис               |
| 1992 | Бэтмен возвращается             | Batman Returns                | Брюс Уэйн / Бэтмен       |
| 1992 | Порко Россо                     | 紅の豚                        | Порко Россо              |
| 1993 | Mного шума из ничего            | Much Ado About Nothing        | Догберри                 |
| 1993 | Моя жизнь                       | My Life                       | Боб Джонс                |
| 1994 | Газета                          | The Paper                     | Генри Хекетт             |
| 1994 | Безмолвие                       | Speechless                    | Кевин Валлик             |
| 1994 | —                               | Rabbit Ears: Mose the Fireman | рассказчик               |
| 1996 | Множество                       | Multiplicity                  | Даг Кинни                |
| 1997 | Выдуманная жизнь Эбботов        | Inventing the Abbotts         | рассказчик               |
| 1997 | Джеки Браун                     | Jackie Brown                  | Рэй Николетт             |
| 1998 | Отчаянные меры                  | Desperate Measures            | Питер Маккейб            |
| 1998 | Вне поля зрения                 | Out of Sight                  | Рэй Николетт             |
| 1998 | Джек Фрост                      | Jack Frost                    | Джек Фрост               |
| 2000 | Цена победы                     | A Shot at Glory               | Питер Камерон            |
| 2003 | Зыбучие пески                   | Quicksand                     | Мартин Райкес            |
| 2004 | Первая дочка                    | First Daughter                | президент Маккензи       |
| 2005 | Белый шум                       | White Noise                   | Джонатан Риверс          |
| 2005 | Решающая игра                   | Game 6                        | Ники Роган               |
| 2005 | Сумасшедшие гонки               | Herbie: Fully Loaded          | Рэй Пейтон-старший       |
| 2006 | Тачки                           | Cars                          | Чико Хикс                |
| 2006 | В последний раз                 | The Last Time                 | Тед Райкер               |
| 2006 | —                               | Tenacious D: Time Fixers      | профессор                |
| 2008 | Весёлый господин                | The Merry Gentleman           | Фрэнк Логан              |
| 2009 | Школа выживания выпускников     | Post Grad                     | Уолтер Молби             |
| 2010 | История игрушек: Большой побег  | Toy Story 3                   | Кен                      |
| 2010 | Копы в глубоком запасе          | The Other Guys                | капитан Джин Маух        |
| 2011 | Гавайские каникулы              | Hawaiian Vacation             | Кен                      |
| 2012 | Ноев ковчег: Новое начало       | Noah                          | Ной                      |
| 2013 | Пентхаус с видом на север       | Penthouse North               | Холландер                |
| 2014 | Робокоп                         | RoboCop                       | Рэймонд Селларс          |
| 2014 | Need for Speed: Жажда скорости  | Need for Speed                | Монарх                   |
| 2014 | Бёрдмэн                         | Birdman                       | Ригган Томсон / Бёрдмэн  |
| 2015 | —                               | Prom Queen                    | мистер Остерберг         |
| 2015 | Миньоны                         | Minions                       | Уолтер Нельсон           |
| 2015 | В центре внимания               | Spotlight                     | Уолтер «Робби» Робинсон  |
| 2015 | Неугомонный Бинки Нельсон       | Binky Nelson Unpacified       | Уолтер Нельсон           |
| 2016 | Основатель                      | The Founder                   | Рэй Крок                 |
| 2017 | Человек-паук: Возвращение домой | Spider-Man: Homecoming        | Эдриан Тумс / Стервятник |
| 2017 | Наёмник                         | American Assassin             | Стэн Херли               |
| 2019 | Дамбо                           | Dumbo                         | В. А. Вандемер           |
| 2020 | Сколько стоит жизнь?            | What Is Life Worth            | Кен Файнберг             |
| 2020 | Суд над чикагской семёркой      | The Trial of the Chicago 7    | Рэмси Кларк              |
| 2021 | Кодекс киллера                  | The Protégé                   | Майкл Рембрандт          |
| 2022 | Морбиус                         | Morbius                       | Эдриан Тумс / Стервятник |
| 2023 | Флэш                            | The Flash                     | Брюс Уэйн / Бэтмен       |
| 2023 | Хитмен. Последнее дело          | Knox Goes Away                | Джон Нокс                |
| 2024 | Битлджус Битлджус               | Beetlejuice Beetlejuice       | Битлджус                 |
| 2024 | Гудрич                          | Goodrich                      | Энди Гудрич              |

### Телевидение
| Год       | Русское название                           | Оригинальное название              | Роль                           | Примечания                                        |
| --------- | ------------------------------------------ | ---------------------------------- | ------------------------------ | ------------------------------------------------- |
| 1974—1975 | Соседство мистера Роджерса                 | MisteRogers’ Neighborhood          | панда / волонтёр               | телесериал; 3 эпизода                             |
| 1977      | Мэри Хартман, Мэри Хартман                 | Mary Hartman, Mary Hartman         | грабитель                      | эпизод: Episode #2.90                             |
| 1977      | Мод                                        | Maude                              | Чип Уинстон                    | эпизод: Arthur’s Crisis                           |
| 1977      | Все средства хороши                        | All’s Fair                         | Ленни Вулф                     | телесериал; 8 эпизодов                            |
| 1978      | Шоу Тони Рэндалла                          | The Tony Randall Show              | Зик                            | телесериал; 2 эпизода                             |
| 1978      | —                                          | Mary                               | разные персонажи               | телесериал                                        |
| 1978      | Семья                                      | Family                             | продавец деревьев              | эпизод: Gifts                                     |
| 1979      | Стадс Лониган                              | Studs Lonigan                      | н/д                            | мини-сериал                                       |
| 1979      | —                                          | The Mary Tyler Moore Hour          | Кенни Кристи                   | телесериал; основная роль                         |
| 1979      | —                                          | Working Stiffs                     | Майк О’Рурк                    | телесериал; основная роль                         |
| 1982      | —                                          | Report to Murphy                   | Мерфи                          | телесериал; основная роль                         |
| 1990      | День Земли, специальный выпуск             | The Earth Day Special              | Чарльз Макинтайр               | телефильм                                         |
| 2001      | Симпсоны                                   | The Simpsons                       | Джек Кроули                    | мультсериал; эпизод: Pokey Mom; озвучка           |
| 2002      | Фрейзер                                    | Frasier                            | Блейн Стернин                  | эпизод: Wheels of Fortune                         |
| 2002      | Прямой эфир из Багдада                     | Live from Baghdad                  | Роберт Винер                   | телефильм                                         |
| 2003      | Царь горы                                  | King of the Hill                   | Трип Ларсен                    | мультсериал; эпизод: Pigmalion; озвучка           |
| 2003      | Грязный Гарри                              | Gary the Rat                       | Джерри Эндрюс                  | мультсериал; эпизод: Catch Me If You Can; озвучка |
| 2007      | Контора                                    | The Company                        | Джеймс Энглтон                 | мини-сериал; основная роль                        |
| 2011      | Студия 30                                  | 30 Rock                            | Том                            | телесериал; 2 эпизода                             |
| 2013      | Завершить историю                          | Clear History                      | Джо Стампо                     | телефильм                                         |
| 2015      | —                                          | Saturday Night Live: Cut for Time  | владелец магазина спорттоваров | эпизод: Sporting Goods Commercial                 |
| 2019      | Документалистика сегодня!                  | Documentary Now!                   | Билл Доус                      | телесериал; 2 эпизода                             |
| 2019      | Субботним вечером в прямом эфире           | Saturday Night Live                | Джулиан Ассанж                 | эпизод: Emma Stone/BTS                            |
| 2019      | События прошедшей недели с Джоном Оливером | Last Week Tonight with John Oliver | Ричард Саклер                  | эпизод: Opioids II                                |
| 2021      | Ломка                                      | Dopesick                           | доктор Сэмюел Финникс          | мини-сериал; основная роль                        |

### Игры
| Год  | Название                   | Роль               |
| ---- | -------------------------- | ------------------ |
| 1989 | Batman                     | Брюс Уэйн / Бэтмен |
| 2006 | Cars                       | Чико Хикс          |
| 2009 | Cars Race-O-Rama           | Чико Хикс          |
| 2012 | Call of Duty: Black Ops II | Джейсон Хадсон     |

## Награды и номинации
| Премия                              | Год  | Работа                            | Категория                                         | Результат |
| ----------------------------------- | ---- | --------------------------------- | ------------------------------------------------- | --------- |
| «Оскар»                             | 2015 | «Бёрдмэн»                         | Лучшая мужская роль                               | Номинация |
| «Золотой глобус»                    | 2003 | «Прямой эфир из Багдада»          | Лучшая мужская роль — мини-сериал или телефильм   | Номинация |
| «Золотой глобус»                    | 2015 | «Бёрдмэн»                         | Лучшая мужская роль — комедия или мюзикл          | Победа    |
| «Золотой глобус»                    | 2022 | «Ломка»                           | Лучшая мужская роль — мини-сериал или телефильм   | Победа    |
| BAFTA                               | 2015 | «Бёрдмэн»                         | Лучшая мужская роль                               | Номинация |
| «Эмми»                              | 2004 | «Соседство мистера Роджерса»      | Лучшая телепрограмма                              | Номинация |
| «Эмми»                              | 2022 | «Ломка»                           | Лучший актёр в мини-сериале                       | Победа    |
| «Выбор критиков»                    | 2015 | «Бёрдмэн»                         | Лучшая мужская роль                               | Победа    |
| «Выбор критиков»                    | 2015 | «Бёрдмэн»                         | Лучший комедийный актёр                           | Победа    |
| «Выбор критиков»                    | 2015 | «Бёрдмэн»                         | Лучший актёрский состав                           | Победа    |
| «Выбор критиков»                    | 2016 | «В центре внимания»               | Лучший актёрский состав                           | Победа    |
| «Выбор критиков»                    | 2021 | «Суд над чикагской семёркой»      | Лучший актёрский состав                           | Победа    |
| «Выбор телевизионных критиков»      | 2022 | «Ломка»                           | Лучшая мужская роль в мини-сериале или телефильме | Победа    |
| «Спутник»                           | 2015 | «Бёрдмэн»                         | Лучшая мужская роль                               | Победа    |
| «Спутник»                           | 2016 | «В центре внимания»               | Лучшая мужская роль второго плана                 | Номинация |
| «Спутник»                           | 2016 | «В центре внимания»               | Лучший актёрский состав                           | Победа    |
| «Спутник»                           | 2021 | «Суд над чикагской семёркой»      | Лучший актёрский состав                           | Победа    |
| «Спутник»                           | 2022 | «Ломка»                           | Лучшая мужская роль — мини-сериал или телефильм   | Номинация |
| «Независимый дух»                   | 2015 | «Бёрдмэн»                         | Лучшая мужская роль                               | Победа    |
| «Независимый дух»                   | 2016 | «В центре внимания»               | Премия имени Роберта Олтмена                      | Победа    |
| «Сатурн»                            | 1990 | «Битлджус»                        | Лучшая мужская роль второго плана                 | Номинация |
| «Сатурн»                            | 2015 | «Бёрдмэн»                         | Лучшая мужская роль                               | Номинация |
| «Сатурн»                            | 2018 | «Человек-паук: Возвращение домой» | Лучшая мужская роль второго плана                 | Номинация |
| Национальный совет кинокритиков США | 2014 | «Бёрдмэн»                         | Лучшая мужская роль                               | Победа    |
| Премия Гильдии киноактёров США      | 2008 | «Компания»                        | Лучшая мужская роль в мини-сериале или телефильме | Номинация |
| Премия Гильдии киноактёров США      | 2015 | «Бёрдмэн»                         | Лучшая мужская роль                               | Номинация |
| Премия Гильдии киноактёров США      | 2015 | «Бёрдмэн»                         | Лучший актёрский состав                           | Победа    |
| Премия Гильдии киноактёров США      | 2016 | «В центре внимания»               | Лучший актёрский состав                           | Победа    |
| Премия Гильдии киноактёров США      | 2021 | «Суд над чикагской семёркой»      | Лучший актёрский состав                           | Победа    |
| Премия Гильдии киноактёров США      | 2022 | «Ломка»                           | Лучшая мужская роль в мини-сериале или телефильме | Победа    |

## Нереализованные проекты
В декабре 2021 года Китон вновь был утверждён на роль Бэтмена в фильме Расширенной вселенной DC «Бэтгёрл». Ранее он исполнял эту роль в фильмах «Бэтмен» (1989) и «Бэтмен возвращается» (1992). Фильм был отменён, несмотря на то, что уже почти был закончен.
Позже The Hollywood Reporter сообщил, что Майкл Китон снялся в роли Брюса Уэйна в сцене фильма «Аквамен и потерянное царство». Версия Бэтмена в исполнении Китона также должна появиться в фильме Расширенной вселенной DC «Флэш», но выход фильма был перенесён на более поздний срок (23 июня 2023), после фильма «Аквамен и потерянное царство» (17 марта 2023). Сцена, как сообщается, смутила зрителей во время тестовых показов, и Коуч считает, что именно поэтому её пересняли с Беном Аффлеком в роли другой версии Бэтмена.